# ائرو ای.۱۲
ائرو ای. ۱۲ (به انگلیسی: Aero A.12) یک هواپیمای ساختِ آئرو ودوخودی است. نخستین استفاده‌کنندهٔ این هواپیما چکسلواکی بوده‌است.